# Ascolepis
Genre
Ascolepis est un genre de plantes de la famille des Cyperaceae.

## Liste d'espèces
Selon The Plant List (26 novembre 2014) :
- Ascolepis ampullacea J.Raynal
- Ascolepis brasiliensis (Kunth) Benth. ex C.B.Clarke
- Ascolepis capensis (Kunth) Ridl.
- Ascolepis densa Goetgh.
- Ascolepis dipsacoides (Schumach.) J.Raynal
- Ascolepis elata Welw.
- Ascolepis eriocauloides (Steud.) Nees ex Steud.
- Ascolepis erythrocephala S.S.Hooper
- Ascolepis fibrillosa Goetgh.
- Ascolepis hemisphaerica Peter ex Goethg.
- Ascolepis lineariglumis Lye
- Ascolepis majestuosa P. Duvign. & G. Leonard
- Ascolepis majestuosus P.A.Duvign. & G.Léonard
- Ascolepis menonguensis Meneses
- Ascolepis metallorum P.A.Duvign. & G.Léonard
- Ascolepis neglecta Goetgh.
- Ascolepis pinguis C.B.Clarke
- Ascolepis protea Welw.
- Ascolepis pseudopeteri Goetgh.
- Ascolepis pusilla Ridl.
- Ascolepis speciosa Welw.
- Ascolepis spinulosa Goetgh.
- Ascolepis trigona Goetgh.

Selon Tropicos (26 novembre 2014) (Attention liste brute contenant possiblement des synonymes) :
- Ascolepis ampullacea J. Raynal
- Ascolepis anthemiflora Welw.
- Ascolepis bellidiflora (Welw.) Cherm.
- Ascolepis brasiliensis (Kunth) Benth. ex C.B. Clarke
- Ascolepis capensis (Kunth) Ridl.
- Ascolepis densa Goetgh.
- Ascolepis dipsacoides (Schumach.) J. Raynal
- Ascolepis elata Welw.
- Ascolepis eriocauloides (Steud.) Nees ex Steud.
- Ascolepis erythrocephala S.S. Hooper
- Ascolepis fibrillosa Goetgh.
- Ascolepis gracilis Turrill
- Ascolepis hemisphaerica Peter ex Goetgh.
- Ascolepis kyllingioides Steud.
- Ascolepis leucocephala (Nees) L.T. Eiten
- Ascolepis lineariglumis Lye
- Ascolepis majestuosa P. Duvign. & G. Leonard
- Ascolepis majestuosus P.A. Duvign. & G. Léonard
- Ascolepis menonguensis Meneses
- Ascolepis metallorum P. Duvigneaud & G. Leonard
- Ascolepis neglecta Goetgh.
- Ascolepis oliveri Vatke & Höpfner ex C.B. Clarke
- Ascolepis peteri Kük.
- Ascolepis pinguis C.B. Clarke
- Ascolepis protea Welw.
- Ascolepis pseudopeteri Goetgh.
- Ascolepis pusilla Ridl.
- Ascolepis speciosa Welw.
- Ascolepis spinulosa Goetgh.
- Ascolepis tenuior Steud.
- Ascolepis trigona Goetgh.
- Ascolepis vatkeana Boeckeler ex C.B. Clarke
- Ascolepis venezuelensis Schnee